# Xenohammus nigromaculatus
Xenohammus nigromaculatus là một loài bọ cánh cứng trong họ Cerambycidae.